# Zygomyia truncata
Zygomyia truncata är en tvåvingeart som beskrevs av Tonnoir 1927. Zygomyia truncata ingår i släktet Zygomyia och familjen svampmyggor. Inga underarter finns listade i Catalogue of Life.